# Бряг Блек
Бряг Блек (на английски: Black Coast) е част от крайбрежието на Западна Антарктида, в източния сектор на Земя Палмър, простиращ се между 70°30’ и 72°50’ ю.ш. и 60°15’ и 62°10’ з.д. Брегът заема участък от северната част от източното крайбрежие на Земя Палмър, между носовете Богс на север и Макинтош на юг, покрай западните брегове на море Уедъл, част от атлантическия сектор на Южния океан. На север граничи с Брега Уилкинс, а на юг – с Брега Ласитер на Земя Палмър. Крайбрежието му е силно разчленено, което цялостно е заето от южната част на шелфовия ледник Ларсен. На север в шелфовия ледник Ларсен се вдава полуостров Айелсън, а на юг – полуостров Мерц. От север на юг са разположени големите ледени заливи Смит, Лерке, Хилтън, Шот, Виоланте и Мейсън. В шелфовия ледник Ларсен са впримчени островите Долеман, Стийл и Бътлър.
Повсеместно е покрит с дебела ледена броня, над която стърчат отделни оголени върхове и нунатаки на планината Етернити (връх Джексън 4191 m), от която към шелфовия ледник Ларсен се спускат планински ледници – Грунинг, Бомон, Дефант и др.
Тази част от крайбрежието на Земя Палмър е открита на 30 декември 1940 г. по време на полета със самолет на американските антарктически изследователи Ричард Блек (1902 – 1992) и Артър Карол, участници в американската антарктическа експедиция през 1939 – 1941 г., ръководена от Ричард Бърд. Колектива на Източната база на американската антарктическа експедиция единодушно решава новооткрития бряг да бъде наименуван в чест на ръководителя на базата и откривател на брега Ричард Блек.